# Valentí Gómez-Oliver
Valentí Gómez-Oliver (Barcelona, 25 de noviembre de 1947) es un poeta y escritor español en lengua catalana.

## Trayectoria artística
Valentí Gómez i Oliver es profesor universitario, crítico literario y traductor. Estudió en el Lycée Français y es licenciado en Filosofía y Letras. Cursó estudios en el Centro Sperimentale di Cinematografia (cine y televisión) con Roberto Rossellini. Profesor jubilado (2003) de Lingua e Letteratura Spagnola en la Università degli Studi Roma III (Departamento de Literatura Comparada). Fue secretario de la Asociación “Catalans a Roma”. Colaborador habitual en prensa escrita. Fundador y presidente de honor del Observatorio Europeo de la Televisión Infantil (OETI) y portavoz del Observatorio de Contenidos Televisivos y Audiovisuales (OCTA). Desde 2007 es Cavaliere della Repubblica Italiana (OMRI). Ha publicado poesía, novela, ensayo, artículos, traducciones, crítica literaria, guiones audiovisuales y un libreto para la ópera: "Joc de Mans". Su obra se ha traducido a diversas lenguas.

## Obra

### Poesía
- Set Turons, 1985 (con R. Herreros)
- Tants com anys 1985 (con R. Herreros)
- Selva Endins, Empúries (con prólogo de Miquel Batllori y colofón de Pere Gimferrer), 1993;
- Flor de Fuego, 1996 (con textos y fotografías de Marga Clark y poemas y dibujos del autor);
- Locus Naked (Diálogo entre Roma y Nueva York: textos poéticos en castellano de M.Clark y en catalán del autor), 1996;
- XLIX Sonets d'amor (i contracant amorós), Edicions 62-Empúries, 1997,1998 (2ª edi.), 2009 (3ª edic);
- Set Planetes, 1997 (con Albert Ràfols-Casamada);
- La realitat poètica (Un any voltant pel món)/La realidad poética (Un año alrededor del mundo) Empúries, 2000;
- Or verd, Empúries-Edicions 62, 2005
- Al voltant de les 9 Muses /Alrededor de las 9 Musas, Edicions Ianuae Mundi, 2016, (plaquette, serie Minor 1)
- Retaule de Nova York, Ara llibres, 2017
- Retablo de Nueva York, Huerga y Fierro Editores, 2017, colección SIGNOS; edición bilingüe, (traducción al castellano de Manuel López Vázquez)
- Quadro di New York, LietoColle editore, 2019 (traducción al italiano de Yorick Gomez Gane)
- New York Tableaux, Pinyon-Publishing, USA, 2021 (traducción al inglés de Keith Adams & Amanda Adams)
- Els colors de la poesia (textos poéticos y dibujos; en prensa 2023)
- 100 Haikus, Lapislàtzuli Editorial, 2024 (edición en 7 idiomas e ilustraciones del autor)[2]

### Prosa
- Roma, Destino, 1986, 1987(2ª edic),1988 (3ª edic.);
- Sherit en el país de los faraones/Xerit al país dels faraons (cuentos) con Boris de Rachewiltz), Destino, 1989
- Miscel·lània entron de l'obra del pare Batllori, AAVV, Publicacions de la Generalitat de Cataluña, 1991
- La novella L'Occhio del Faraone (con Boris de Rachewiltz), Newton Compton, 1991,(escrita en italià)
- El Ojo del Faraón, Edhasa, 1993, 1993 (2ª edi.), 1994 (3ª edic); 2009 (edi. bolsillo); Círculo de Lectores, 1994; Salvat; Plaza &Janés; RBA, 2006, 2009; (traducida al castellano por el autor)
- L'Ull del Faraó, Ed. Empúries, 1993, 1994 (2a), (traducida al catalán por el autor)
- L'occhio del Faraone traducida, entre otros al danés, alemán, portugués, japonés…
- Roma, paseos por la eternidad, Ed. Apóstrofe, 2001, 2002 (2ª edic), 2003 (1a reedición)
- Invocacions (con Miquel de Palol), Ara Llibres, 2007;
- Julio Lafuente: Vision Architecture, Barcelona, ACTAR, 2007;
- Invocaciones (con Miquel de Palol), Ediciones Península, 2008; (traducción al castellano de Justo Navarro)
- Roma, passeig per l'eternitat, Edicions 62, 2011; (bolsillo, en prensa)

### Ensayo
- Antologia della poesia spagnola (castellana, catalana, gallega, vasca) a cargo junto a Rosa Rossi, Amadeus Edizioni, 1996, 2000 (2a);
- Il Duende: teoria e giuoco, de Federico García Lorca a cargo de VGiO, edición bilingüe, Semar Editore, 1996, 1998(2ª); 1999(3ª)
- Miquel Batllori: Quatre estacions del saber (coordinador y presentador). Textos de: Amador Vega, Marià Carbonell i Buades, Josep Maria Benítez i Riera, Borja de Riquer i Permanyer; Residència d'Investigadors-CSIC, Generalitat de Cataluña, Barcelona, 2001
- 31 jesuitas se confiesan (con Josep Maria Benítez), Ediciones Península, 2003
- 31 jesuïtes es confessen (con Josep Maria Benítez) Empúries, 2003;
- Oculto pero invisible: Voces femeninas (coordinador). Textos de: Eulàlia Lledó, Marga Clark, Marta Llorente, Victoria Cirlot; Residència d'Investigadors de Barcelona - CSIC, Generalitat de Cataluña, Barcelona, 2007
- El Ángel, la Musa y el Duende: tres voces poéticas (coordinador). Textos de Marga Clark, María Elena Martínez Abascal, Mariana Colomer; Residència d'Investigadors de Barcelona - CSIC, Generalitat de Cataluña, 40, Barcelona, 2015
- Teresa de Ávila, Biografía de una escritora, Rosa Rossi; (prefacio), Editorial Trotta, Madrid, 2015
- Eros Negro, Costumbres sexuales en África desde la prehistoria hasta nuestros días, Boris de Rachewiltz (prefacio con Ferran Iniesta i Vernet), Edicions Bellaterra, 2017, Biblioteca de Estudios Africanos / 27
- Confesiones de jesuitas, (con Josep M. Benítez), Libelista, 2019 (Edición digital).

### Artículos
- "Roma nelle diverse letterature “spagnole”, Studi Romani, 1987
- “Aforismos de la luz”, Nuova Arnica Editrice, 1993
- “El papel de la Cultura en el Futuro”, Letras de Deusto, 1993
- “Criat amb dos parlars, ser català”, AISPI, 1996
- “Joan Brossa: un poeta ètic i polifacètic”, AISPI,1999
- “De la E a la Z: Elémire Zolla, un estudioso de los místicos y algo más”, pròleg del primer volum de Los Místicos de Occidente, (4 vol) de Elémire Zolla, Paidós, 2000
- “Salvador Espriu: la novetat”, Università Orientale di Napoli, 2001;
- “Elémire Zolla: la levedad refulgente de un aura silenciosa”, a E. Zolla,La Nube del Telar, Barcelona, Paidós, 2002
- “Arte y trascendencia: unos paseos romanos” en el libro homenaje a Juan Plazaola, SI, Arte y Cristianismo, 2007, Universidad de Deusto, San Sebastián
- “José Luis Giménez-Frontín: el amigo de la sinécdoque” a Atreverse a Saber. Antología Poética y Homenaje a José Luís Giménez-Frontín, Diputación Provincial de Málaga, 2010
- “Roma, domus mundi: una esperienza vitale” a Sotto il cielo di Roma, Roma, Allegorein, 2011
- “The girl is blue and refuses to sing…”, (catálogo de la exposición del pintor Steve Clark), The West Broadway Gallery Space in New York City, Febrer 2011
- “Las 12 fatigas de Hércules: un itinerario vital”, Primera Conferència “Marqués de Bradomín”, Real Academia de España en Roma, nov. 2011 (en [premsa)

Numerosos artículos de crítica literaria en La Vanguardia de Barcelona. Y más recientemente en el diari Ara.

### Traducciones
- Pier Paolo Pasolini, Las Bellas Banderas, Planeta

- Elémire Zolla, Auras (1995); Las Tres Vías, La amante invisible, La Nube del Telar (2002) Paidós (entre otras obras del mismo autor en italiano)

- El Libro de los muertos de los antiguos egipcios (versión italiana del egiptólogo Boris de Rachewiltz del papiro de Torino), Destino, 1989

- Benvenuto Cellini, Vida (de original italiano), Galaxia Gutemberg-Círculo de Lectores, 1988; Alianza Editorial (butxaca) 1999; 2006; 2018

- Gianrico Carofiglio, Testigo involuntario, Ediciones Umbriel (del italiano) 2007

- Lucio Mariani, Búsqueda de la Sombra, Huerga & Fierro (del italiano) 2008

### Música
- En 2005 el cantaor Miguel Poveda publica su disco en catalán Desglaç e incluye un poema del autor (Tant se val) musicado por Marcelo Mercadante.[4]
- Escribe el libreto de la ópera de cámara Joc de mans, junto al compositor de la ópera, Alberto García Demestres. Estrenada en Módena, ganó el segundo premio en el Festival de Chicago (2007).[5]
- El disco Or verd, 2014 (Discmedi) letra basada en el poemario Or Verd, Edicions62-Empúries,(2005); música de Ivan Santa & Jack Tarradellas. Intérpretes, entre otros: Rosalía y Judit Neddermann.[6]
- El disco New York Tableaux, 2019 (Discmedi), letra del autor basada en su poemario Retaule de Nova York/Retablo de Nueva York (Ara llibres & Huerga & Fierro) (2017), música de Ivan Santa. Los intérpretes son Sara Sambola y Pere Martínez.[7]